# FilmTv
FilmTv è un settimanale italiano di cinema, televisione, musica e spettacolo, edito da Tiche Italia e fondato il 26 gennaio 1993 sul modello del settimanale tedesco Tv Spielfilm. Esce il martedì in edicola e in formato digitale.

## Storia
Fondato nel 1993 in formato cartaceo, nel 2002, sotto la direzione di Emanuela Martini, nasce il sito FilmTv.it, concepito come comunità di utenti appassionati di cinema. Da sito ufficiale della rivista, verrà in seguito acquistato dalle edizioni Banzai nel 2008, sviluppando una sua indipendenza che mantiene però un rapporto d'interazione con l'edizione cartacea: in particolare, il sito pubblica tutte le recensioni inserite settimanalmente sulla rivista cartacea.
Nel 2014, sotto la direzione di Mauro Gervasini, sorge "FilmTv On Demand", sito ufficiale della rivista, a cui si affianca poco dopo il sito del canale streaming di film difficilmente reperibili gestito dalla rivista stessa e nato a partire dalla rubrica Scanners pubblicata periodicamente a livello cartaceo.
Nel 2016 Banzai Media viene acquisita dal gruppo Mondadori. Già prima di questa cessione la collaborazione con la rivista era stata interrotta: per quanto sul sito siano rimaste le recensioni pubblicate fino a quel momento, non è più presente alcun contenuto proveniente dalla rivista cartacea, successivo a tale data. Il 20 marzo 2017 il sito ufficiale della rivista viene spostato su FilmTv.press. Dal 1º gennaio 2022, nell'ambito di un accordo con il gruppo Mondadori, il sito FilmTv.it torna sotto la gestione dell'editore Tiche Italia Srl.
La rivista ha ricevuto il Premio Sergio Amidei per la cultura cinematografica nel 2025.

## Sezioni
La rivista è organizzata in 4 sezioni principali:
1. Il magazine;
2. Le rubriche;
3. Le piattaforme;
4. La televisione.

A loro volta, con diversi critici collaboratori che possono alternarsi nella redazione degli articoli, le sezioni Le rubriche, Le piattaforme e La televisione sono così suddivise:

### Le rubriche
- Marienbad di Giulio Sangiorgio;
- Il miglior film di sempre di Cesare Petrillo;
- Cinelab di Pedro Armocida;
- I cancelli del cielo di Mauro Gervasini;
- Videocracy di Pier Maria Bocchi;
- Il disco volante di Niccolò Rangoni Machiavelli;
- La sera della prima di Matteo Marelli;
- Cinema futuro di Simone Arcagni;
- Ready Player One di Sergio Sozzo;
- Capricci di Tommaso Isabella;
- Un post al sole di Ilaria Feole;
- Explorer di Giulio Sangiorgio;
- Muzik a cura di Matteo Bailo e Emanuele Sacchi;
- Ritorni al futuro di Dario Agazzi;
- Videostar di Luca Pacilio;
- Berberian Sound Studio di Riccardo Papacci;
- Leggo a cura di Caterina Bogno;
- Silenzio si legge! di Roy Menarini;
- Edicola Sangiorgio di Giulio Sangiorgio;
- Lasciali parlare di Maria Sole Colombo;
- I 400 colpi a cura di Caterina Bogno;
- In cartellone a cura della redazione;
- In sala a cura di Giulio Sangiorgio;
- Mancia competente di Eddie Bertozzi;
- Black Mirror di Andrea Bellavita;
- Locandina di Mario Gervasini, Rinaldo Censi;
- Dressed to Kill di Emanuela Martini;
- L'albergo degli assenti di Sergio M. Grmek Germani;
- Viaggio in Italia di Rocco Moccagatta;
- Il Ciottasilvestri di Mariuccia Ciotta e Roberto Silvestri;
- Corpo a cuore di Ilaria Feole;
- Hollywood o morte! di Simone Emiliani;
- Visioni dal fondo di Roy Menarini;
- Mulholland Drive di Filippo Mazzarella.

### Le piattaforme
- Netflix a cura di Ilaria Feole;
- Prime video a cura di Maria Sole Colombo;
- Disney+ a cura di Ilaria Feole;
- AppleTv+ Lionsgate+ a cura di Fiaba Di Martino;
- Paramount+ a cura di Alice Cucchetti;
- IWonderfull e Iwonderfull Prime Video Channel a cura di Giulio Sangiorgio;
- Mubi a cura di Roberto Manassero;
- The Film Club a cura di Mauro Gervasini;
- RaiPlay a cura di Matteo Marelli.

### La televisione
- Canali a pagamento a cura di Alice Cucchetti;
- Canali free a cura di Matteo Bonfiglioli;
- Trame film canali a pagamento a cura di Matteo Marelli;
- Programmi Tv;
- Programmi satelliti e digitali pay
- Trame film canali free a cura di Matteo Bailo, Matteo Marelli
- Programmi radio.[15][16]